# Vladimír Martinec
Vladimír Martinec (* 22. prosince 1949 Lomnice nad Popelkou) je bývalý český hokejový útočník a nynější trenér. Reprezentoval Československo.

## Život
V letech 1967–1981 hrál za Teslu Pardubice, výjimkou byla sezóna 1978/1979, kdy hrál v Jihlavě. V 539 odehraných zápasech vsítil 343 gólů. V roce 1981 odešel do německého ESV Kaufbeuren, kde roku 1985 ukončil aktivní kariéru. V roce 1981 byl drafrován týmem Hartford Whalers, avšak v NHL nikdy nenastoupil. V letech 1973, 1975, 1976, 1979 zvítězil v anketě Zlatá hokejka.
Jedenáctkrát se zúčastnil mistrovství světa (1970, 1971, 1972, 1973, 1974, 1975, 1976, 1977, 1978, 1979, 1981), třikrát zimních olympijských her (1972 – bronz, 1976 – stříbro, 1980 – 5. místo) a také Kanadského poháru v roce 1976. Reprezentační dres oblékl v 289 utkáních a zaznamenal 155 branek.
Na mistrovstvích světa v letech 1997–2002 a na Zimních olympijských hrách v letech 1998 a 2002 působil jako asistent trenéra české reprezentace. Později začal pracovat jako sportovní ředitel týmu HC Moeller Pardubice.
Jeho synem je bývalý hokejista Tomáš Martinec.

## Politická angažovanost
Ve volbách do Senátu PČR v roce 2018 kandidoval v obvodu č. 44 – Chrudim, a to jako nestraník za SNK ED. Podpořili jej také Soukromníci. Se ziskem 4,60 % hlasů skončil na 9. místě.

## Ocenění
- vítěz Zlaté hokejky (1973, 1975, 1976 a 1979)
- člen Síně slávy IIHF (2001)
- člen Klubu hokejových střelců deníku Sport
- člen Síně slávy českého hokeje (2008)